# Europarlamentari del Regno Unito della I legislatura
Gli europarlamentari del Regno Unito della I legislatura, eletti in occasione delle elezioni europee del 1979, furono i seguenti.

## Composizione storica
| Europarlamentare                | Lista                                  | Gruppo |
| ------------------------------- | -------------------------------------- | ------ |
| Gordon J. Adam                  | Partito Laburista                      | SOC    |
| Richard A. Balfe                | Partito Laburista                      | SOC    |
| Neil R. Balfour                 | Partito Conservatore                   | DE     |
| Robert C. Battersby             | Partito Conservatore                   | DE     |
| Peter Beazley                   | Partito Conservatore                   | DE     |
| The Lord Nicholas Bethell       | Partito Conservatore                   | DE     |
| Roland Boyes                    | Partito Laburista                      | SOC    |
| Beate Ann Brookes               | Partito Conservatore                   | DE     |
| Janey O'Neil Buchan             | Partito Laburista                      | SOC    |
| Richard G. Caborn               | Partito Laburista                      | SOC    |
| Barbara A. Castle               | Partito Laburista                      | SOC    |
| Sir Fred Catherwood             | Partito Conservatore                   | DE     |
| Ann Clwyd                       | Partito Laburista                      | SOC    |
| Kenneth D. Collins              | Partito Laburista                      | SOC    |
| Richard J. Cottrell             | Partito Conservatore                   | DE     |
| John De Courcy Ling             | Partito Conservatore                   | DE     |
| David M. Curry                  | Partito Conservatore                   | DE     |
| Ian M. Dalziel                  | Partito Conservatore                   | DE     |
| Charles Wellesley (Lord Douro)  | Partito Conservatore                   | DE     |
| The Baroness Elles              | Partito Conservatore                   | DE     |
| Derek A. Enright                | Partito Laburista                      | SOC    |
| Winifred M. Ewing               | Partito Nazionale Scozzese             | DPE    |
| Adam Fergusson                  | Partito Conservatore                   | DE     |
| Basil De Ferranti               | Partito Conservatore                   | DE     |
| Norvela Forster                 | Partito Conservatore                   | DE     |
| Eric Forth                      | Partito Conservatore                   | DE     |
| Michael Gallagher               | Partito Laburista                      | SOC    |
| (Win) Winston James Griffiths   | Partito Laburista                      | SOC    |
| The Lord Harmar-Nicholls        | Partito Conservatore                   | DE     |
| David A. Harris                 | Partito Conservatore                   | DE     |
| Gloria D. Hooper                | Partito Conservatore                   | DE     |
| William J. Hopper               | Partito Conservatore                   | DE     |
| Brian H. Hord                   | Partito Conservatore                   | DE     |
| Paul F. Howell                  | Partito Conservatore                   | DE     |
| John Hume                       | Partito Social Democratico e Laburista | SOC    |
| Alasdair Henry Hutton           | Partito Conservatore                   | DE     |
| Christopher M. Jackson          | Partito Conservatore                   | DE     |
| Robert Victor Jackson           | Partito Conservatore                   | DE     |
| Stanley P. Johnson              | Partito Conservatore                   | DE     |
| Edward T. Kellett-Bowman        | Partito Conservatore                   | DE     |
| Elaine Kellett-Bowman           | Partito Conservatore                   | DE     |
| Brian M. Key                    | Partito Laburista                      | SOC    |
| Alfred Lomas                    | Partito Laburista                      | SOC    |
| John Leslie Marshall            | Partito Conservatore                   | DE     |
| Thomas Megahy                   | Partito Laburista                      | SOC    |
| James Moorhouse                 | Partito Conservatore                   | DE     |
| Robert J. Moreland              | Partito Conservatore                   | DE     |
| Bill Newton Dunn                | Partito Conservatore                   | DE     |
| Sir David Lancaster Nicolson    | Partito Conservatore                   | DE     |
| Sir Tom Normanton               | Partito Conservatore                   | DE     |
| The Lord O'Hagan                | Partito Conservatore                   | DE     |
| Ian R.K. Paisley                | Partito Unionista Democratico          | NI     |
| (Ben) George Benjamin Patterson | Partito Conservatore                   | DE     |
| Andrew Pearce                   | Partito Conservatore                   | DE     |
| The Lord Plumb                  | Partito Conservatore                   | DE     |
| Derek Prag                      | Partito Conservatore                   | DE     |
| Peter N. Price                  | Partito Conservatore                   | DE     |
| Sir Christopher J. Prout        | Partito Conservatore                   | DE     |
| James L.C. Provan               | Partito Conservatore                   | DE     |
| John Purvis                     | Partito Conservatore                   | DE     |
| Joyce G. Quin                   | Partito Laburista                      | SOC    |
| Sir Brandon Rhys Williams       | Partito Conservatore                   | DE     |
| Dame Shelagh Roberts            | Partito Conservatore                   | DE     |
| Allan R. Rogers                 | Partito Laburista                      | SOC    |
| Sir James Scott-Hopkins         | Partito Conservatore                   | DE     |
| Barry H. Seal                   | Partito Laburista                      | SOC    |
| Madron Richard Seligman         | Partito Conservatore                   | DE     |
| Alexander Sherlock              | Partito Conservatore                   | DE     |
| Richard J. Simmonds             | Partito Conservatore                   | DE     |
| Anthony M.H. Simpson            | Partito Conservatore                   | DE     |
| Tom Spencer                     | Partito Conservatore                   | DE     |
| James W. Spicer                 | Partito Conservatore                   | DE     |
| Sir Jack Stewart-Clark          | Partito Conservatore                   | DE     |
| John David Taylor               | Partito Unionista dell'Ulster          | DE     |
| John Mark Taylor                | Partito Conservatore                   | DE     |
| Frederick A. Tuckman            | Partito Conservatore                   | DE     |
| Amédée E. Turner                | Partito Conservatore                   | DE     |
| Alan R. Tyrrell                 | Partito Conservatore                   | DE     |
| Sir Peter B.R. Vanneck          | Partito Conservatore                   | DE     |
| Fred A. Warner                  | Partito Conservatore                   | DE     |
| Michael J. Welsh                | Partito Conservatore                   | DE     |